# Ixodes luciae
Ixodes luciae är en fästingart som beskrevs av Sénevet 1940. Ixodes luciae ingår i släktet Ixodes och familjen hårda fästingar. Inga underarter finns listade i Catalogue of Life.